# کوچابامبا
کوچابامبا (به اسپانیایی: Cochabamba) یک شهر در بولیوی است که در استان سرکادو واقع شده‌است.
کوچابامبا چهارمین شهر بزرگ بولیوی است و جمعیت آن در سال ۲۰۱۲ بالغ بر ۶۳۰٬۵۸۷ نفر بوده است. این شهر مرکز شهرستان کوچابامبا است. کوچابامبا در دامنه کوه‌های آند واقع شده است.

## خصوصیات
کوچابامبا ۱۷۰ کیلومترمربع مساحت و ۶۳۰٬۵۸۷ نفر جمعیت دارد و ۲٬۵۵۸ متر بالاتر از سطح دریا واقع شده‌است.

## خواهرخوانده
شهرهای میامی (فلوریدا)، برگامو، نانت و آلمریا خواهرخوانده‌های کوچابامبا هستند.